# Zuhair Aizat
Muhammad Zuhair Aizat bin Mohd Nazri (sinh ngày 1 tháng 10 năm 1996) là một cầu thủ bóng đá Malaysia thi đấu ở vị trí tiền vệ cho Sri Pahang.

## Danh hiệu
Sri Pahang
- Cúp FA Malaysia: 2018; á quân: 2017
- Á quân Giải bóng đá vô địch quốc gia Malaysia: 2017, 2018